# Marché de nuit de Dongdamen
Le marché de nuit de Dongdamen (en chinois traditionnel : 東大門夜市 ; chinois simplifié : 东大门夜市 ; pinyin : Dōngdàmén Yèshì) est un marché de nuit situé dans la ville de Hualien, dans le comté du même nom, à Taïwan. C'est le plus grand marché de nuit du comté. Il est en activité depuis l'été 2015 et compte près de 400 commerçants.

## Nom
Dongdamen signifie « grande porte de l'Est » car le marché est situé sur le bord est de la ville.

## Géographie
Le marché est situé au 50, avenue Zhongshan (chinois traditionnel : 中山路50號) et il s'étend sur une surface de 9 hectares.

## Images

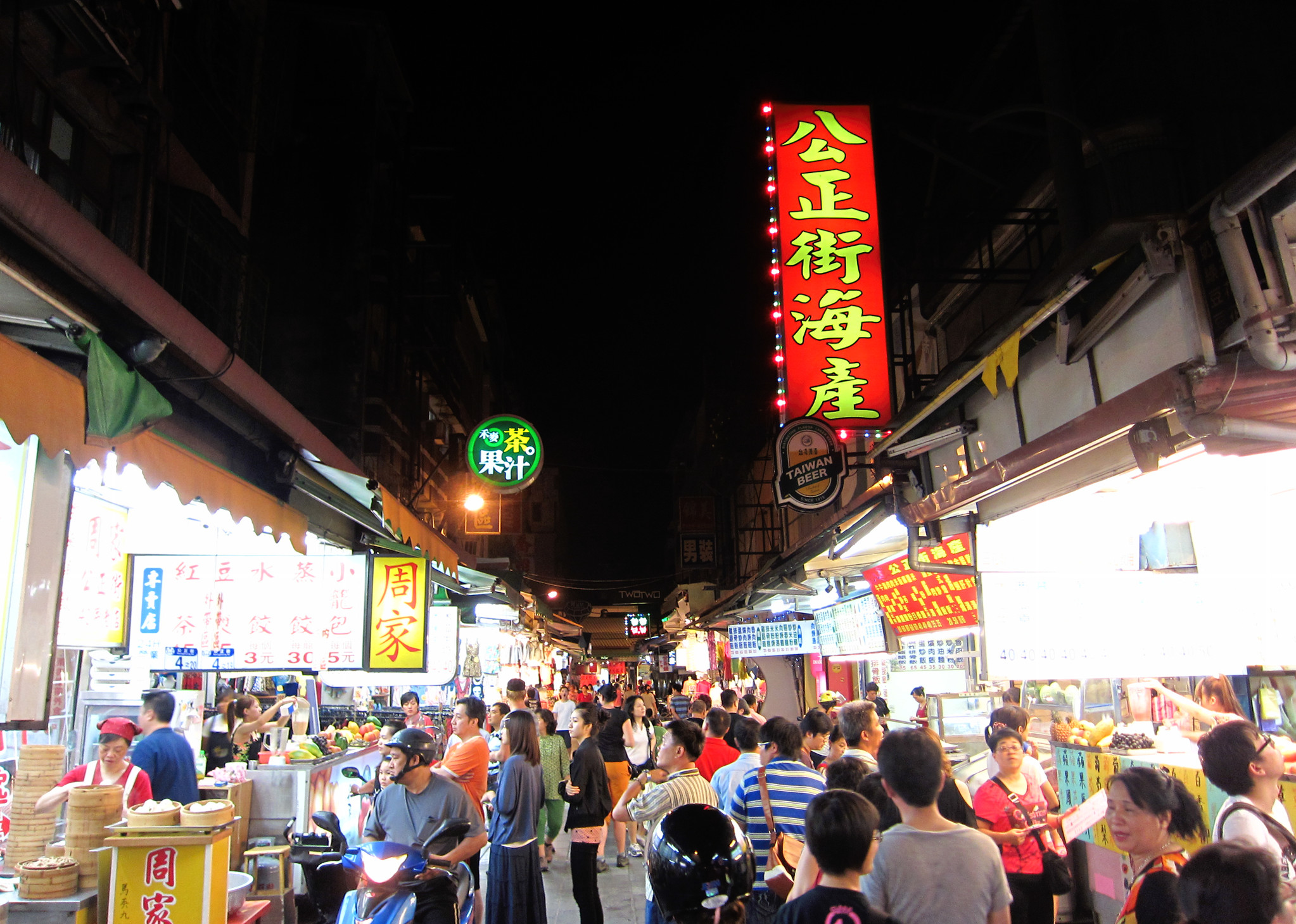

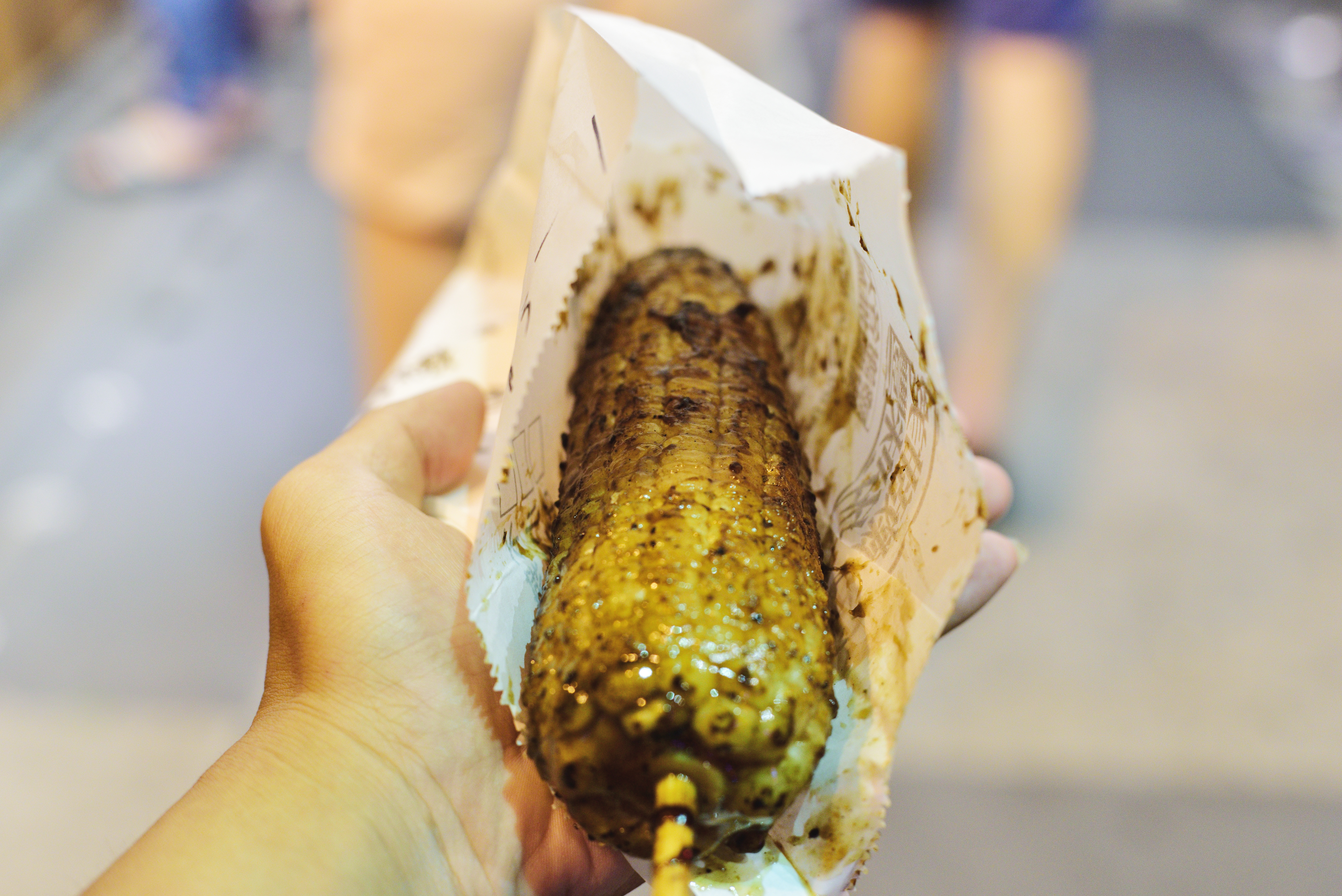
Maïs grillé au barbecue